# 焼きばめ
焼きばめ（やきばめ、英: shrink fit）とは、軸と穴のはめあい法のひとつで、常温では軸より小さい穴を加熱膨張させることではめあわせ、堅く結合させるものである。
大砲の砲身製造にも利用された。外筒からは緊縮、内筒からは膨張の圧力が拮抗することで強化ガラスと同じ原理で強度を増している。

## 焼きばめ圧力の理論式
焼きばめ代（直径差）δ の2本の中空丸棒を焼きばめによりはめあわせたときの焼きばめ圧力（接触面の圧力）pm は以下の式で求められる。
{\displaystyle p_{m}={\frac {\delta }{2r_{2}}}\left\{{\frac {1}{E_{1}}}\left({\frac {r_{2}^{2}+r_{1}^{2}}{r_{2}^{2}-r_{1}^{2}}}-\nu _{1}\right)+{\frac {1}{E_{2}}}\left({\frac {r_{3}^{2}+r_{2}^{2}}{r_{3}^{2}-r_{2}^{2}}}+\nu _{2}\right)\right\}^{-1}}
ただし、内筒は縦弾性係数 E1 、ポアソン比 ν1 、内半径 r1 、外半径 r2 、外筒は縦弾性係数 E2 、ポアソン比 ν2 、内半径 r2 、外半径 r3 であるとする。